# Rourera de Jaumot
La Rourera de Jaumot és un bosc del terme municipal del Pont de Suert, dins de l'antic terme de Llesp, de la comarca de l'Alta Ribagorça. És al nord-oest del Pont de Suert, al nord i damunt de la cruïlla de les carreteres N-230 i L-500. És al nord de la borda de Cotori i de la capella del Pla del Tor, a ponent del Quero de Cotori i del camp d'Espot.